# Barón Methuen

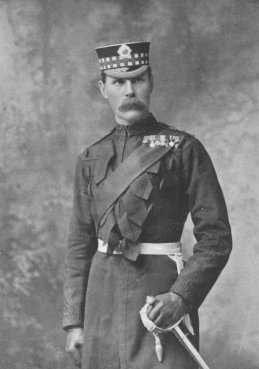
Paul Methuen, 3.º Barón Methuen

Barón Methuen, de Corsham en el condado de Wiltshire, es un título en la nobleza del Reino Unido.
Creado en 1838, para el Periodo Parlamentario anterior para Wiltshire y Wiltshire Norte, Paul Methuen. Su nieto, el tercer Barón (quién sucedió a su padre) era un soldado distinguido. Su hijo, el cuarto Barón, era un artista profesional y Académico Real. En su muerte el título pasó a su hermano más joven, el quinto Barón.  El séptimo Barón, quién sucedió a su hermano mayor en 1994, fue uno de los noventa pares elegidos a la cámara de los lores después de la aprobación de la Cámara de los Lores Ley de 1999, y se sentó en los bancos Demócratas Liberales. A partir del año 2014 el título se encuentra en manos de su primo hermano.
El abuelo del primer Barón, Paul Methuen, era primo y heredero de Sir Paul Methuen, un político bien sabido, cortesano, diplomático profesor de arte y literatura, quién era el hijo de John Methuen (c. 1650–1706), Canciller del Señor de Irlanda entre 1697 y 1703 así como embajador en Portugal. Y en 1703, negoció el famoso Tratado de Methuen el cual, a cambio de la admisión de lana inglesa a Portugal favoreciendo la importación de vinos portugueses a Inglaterra en perjuicio de vinos franceses, y así contribuyó a la sustitución de la bebida de borgoña importada.
El asiento familiar es Corsham Tribunal, cerca de Chippenham, Wiltshire.

## Barones Methuen (1838)
- Paul Methuen, 1.º Barón Methuen (1779–1849)
- Frederick Henry Paul Methuen, 2.º Barón Methuen (1818–1891)
- Paul Sanford Methuen, 3.º Barón Methuen (1845–1932)
- Paul Ayshford Methuen, 4.º Barón Methuen (1886–1974)
- Anthony Paul Methuen, 5.º Barón Methuen (1891–1975)
- Anthony John Methuen, 6.º Barón Methuen (1925–1994)
- Robert Alexander Holt Methuen, 7.º Barón Methuen (1931–2014)
- James Paul Archibald Methuen-Campbell, 8.º Barón Methuen (1952).

El presunto heredero es el medio hermano del actual titular Thomas Mansel Methuen-Campbell (1977).